# Акіта Удзяку
Акіта Удзяку (справжнє ім'я — Токудзо; 30 січня 1883 році, префектура Акіта — 12 березня 1962 року) — японський письменник та громадський діяч.

## Життєпис
Він був членом Комуністичної партії Японії з 1949 року. З 1928 по 1934 рік він був головою Інституту Пролетарської Науки. Повість «Перша Зоря» (1908) та інші ранні твори мали антивоєнний настрій. У період захоплення індійською філософією він написав містичну драму «Будда та Смерть Дитини» (1920). На початку 20-х років він приєднався до соціалістичного руху. Після відвідування Радянського Союзу у 1927—1928 роках він опублікував книгу нарисів «Молода Радянська Росія» (1929), про будівництво соціалізму в Радянському Союзі. Після Другої Світової Війни він виступав як пропагандист соціалістичних ідей. Автор збірки дитячих оповідань «Автобіографічні Оповідання Удзяку» (1953).